# Санто Стефано ди Кадоре
Санто Стефано ди Кадоре (итал. Santo Stefano di Cadore) је насеље у Италији у округу Белуно, региону Венето.
Према процени из 2011. у насељу је живело 1218 становника. Насеље се налази на надморској висини од 913 м.

## Становништво
Према резултатима пописа становништва 2011. у општини је живело 2.663 становника.
| 1931. | 1936. | 1951. | 1961. | 1971. | 1981. | 1991. | 2001. | 2011. |
| ----- | ----- | ----- | ----- | ----- | ----- | ----- | ----- | ----- |
| 3.213 | 2.990 | 3.292 | 3.313 | 3.032 | 3.011 | 3.021 | 2.905 | 2.663 |

## Партнерски градови
- Montespertoli